# Choerodon azurio
Choerodon azurio là một loài cá biển thuộc chi Choerodon trong họ Cá bàng chài. Loài này được mô tả lần đầu tiên vào năm 1901.

## Từ nguyên
Từ định danh azurio được Latinh hóa từ azur trong tiếng Pháp, mang nghĩa là "màu xanh dương", hàm ý có lẽ đề cập đến các vạch màu xanh lam trên vảy cá và/hoặc viền xanh óng ở rìa vây lưng, vây hậu môn và vây đuôi của cá trưởng thành giai đoạn trung gian (cá cái).

## Phạm vi phân bố và môi trường sống
Từ vùng biển phía nam Nhật Bản, phạm vi của C. azurio trải dài về phía nam đến bán đảo Triều Tiên, đảo Đài Loan, Hồng Kông (Trung Quốc), giới hạn đến quần đảo Cát Bà cùng Nha Trang (Việt Nam), xa hơn ở phía đông đến quần đảo Ogasawara.
C. azurio thường được tìm thấy gần các rạn san hô và mỏm đá ngầm, nhìn chung là những khu vực có nhiều đá, ở độ sâu đến 50 m.

## Mô tả

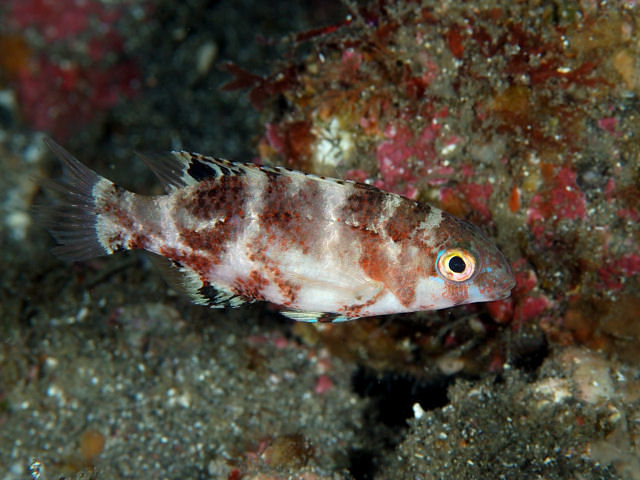
Cá con

Chiều dài lớn nhất được ghi nhận ở C. azurio là 40 cm. Là loài lưỡng tính tiền nữ (cá đực là từ cá cái chuyển đổi giới tính mà thành), những cá thể <25 cm đều là cá cái, và ở kích thước >25 cm, cá đực trở nên chiếm ưu thế.
Cá đực trưởng thành hoàn toàn có màu sắc sẫm tối hơn những cá thể trưởng thành ở giai đoạn đầu (tức cá cái và cá đực đang lớn). Cá trưởng thành có một dải sọc sẫm (xanh lục sẫm ở cá giai đoạn đầu và đen ở cá đực) từ gốc vây ngực băng chéo lên vây lưng, ngay sát phía sau của dải sẫm này là một dải trắng. Cá đực không có các vạch màu xanh lam trên vảy, cũng như viền xanh óng ở rìa vây lưng, vây hậu môn và vây đuôi như cá giai đoạn đầu.
Số gai ở vây lưng: 13; Số tia vây ở vây lưng: 7; Số gai ở vây hậu môn: 3; Số tia vây ở vây hậu môn: 9–10; Số tia vây ở vây ngực: 16–17; Số gai ở vây bụng: 1; Số tia vây ở vây bụng: 5.

## Sinh thái học
Thức ăn của C. azurio có lẽ là những loài động vật có vỏ cứng, bao gồm giáp xác, nhuyễn thể và cầu gai.

## Thương mại
C. azurio được xem là một loài hải sản và được nhắm mục tiêu đánh bắt ở nhiều nơi trong phạm vi của chúng.

### Trích dẫn
- Gomon, Martin F. (2017). "A review of the tuskfishes, genus Choerodon (Labridae, Perciformes), with descriptions of three new species" (PDF). Memoirs of Museum Victoria. Quyển 76. tr. 1–111. doi:10.24199/j.mmv.2017.76.01.